# Heliconius ethilla
Heliconius ethilla är en fjärilsart som beskrevs av Pierre André Latreille och Jean Baptiste Godart 1819. Heliconius ethilla ingår i släktet Heliconius och familjen praktfjärilar. Inga underarter finns listade i Catalogue of Life.